# Margarida de Orléans
Margarida Adelaide Maria de Orléans (em francês: Marguerite Adélaïde Marie d’Orléans ; Paris, 16 de setembro de 1846 – Paris, 24 de outubro de 1893), foi uma princesa francesa da Casa de Orléans, filha do príncipe Luís de Orléans, Duque de Némours e de sua esposa, a princesa Vitória de Saxe-Coburgo-Koháry. Era irmã do Conde d'Eu, marido da princesa Isabel do Brasil. 
Ela nasceu em Tuileries em 16 de fevereiro de 1846. Seu pai era o Príncipe Luís de Orléans, Duque de Nemours, segundo filho do rei Luís Felipe I da França e da rainha Maria Amélia de Nápoles e Sicília, sua mãe era Vitória de Saxe-Coburgo-Koháry prima da rainha Vitória do Reino Unido e irmã do rei Fernado II de Portugal.  

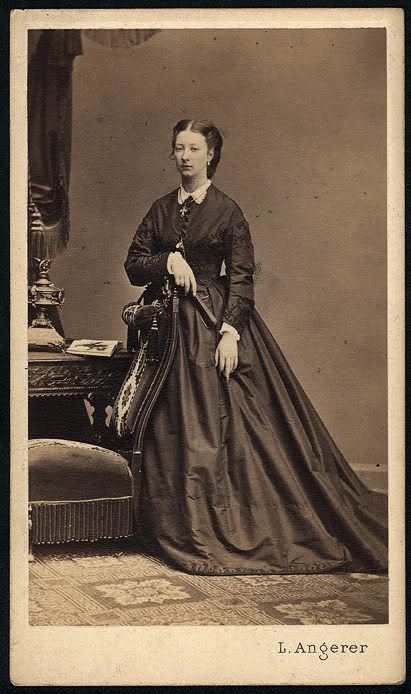
Princesa Margarida Adelaide de Orléans, segunda esposa do Príncipe Ladislaus Czartoryski; e neta do Rei Luís Felipe I dos franceses c. de 1870 _{Ludwig Angerer}

Margarida casou-se com o príncipe polonês Władysław Czartoryski, filho de Adam Jerzy Czartoryski, no dia 15 de janeiro de 1872 no Castelo de Chantilly. O casal teve dois filhos:
- Luís Adam Czartoryski (1872–1937), casou-se com a condessa Maria Ludwika Krasińska, com descendência
- Witold Casimiro Czartoryski (1876–1931), nunca se casou nem teve filhos.

## Morte
Ela morreu em 24 de outubro de 1893, com 47 anos, no Hôtel Lambert, na rua Saint-Louis-en-l'Ile, Paris. 
"A morte da princesa Margarida de Orleães, esposa do príncipe Ladislau Czartoryski, parece ter ocorrido, observa a Gazeta de São Tiago, em circunstâncias peculiarmente dolorosas. Por alguns anos, ela tinha sido a vítima de tísis pulmonar, e tinha deixado de desempenhar um papel na sociedade de Faubourg, do qual ela era uma vez tão brilhante um ornamento, dedicando toda a sua força restante para o cuidado de seus dois filhos, os príncipes Luís Adam e Witold. Desde o inverno e a primavera, que ela passou em San Remo, a doença tinha feito um progresso terrível, e após quinze dias ela foi levada para um sanatório perto de Frankfurt, onde passou o verão, mas após esse período voltou para o Hôtel Lambert, sua casa em Paris, em um estado quase desesperançoso. Ela se mobilizou, no entanto, e na terça-feira, na hora habitual do jantar, ela pôde tomar algum alimento, ansiosa para felicitar seu pai, o Duque de Nemours, no dia seguinte, no octogésimo aniversário de seu nascimento. Uma hora mais tarde, uma crise fatal aconteceu, e às nove horas ela deu seu último suspiro nos braços de seu dedicado marido e na presença de seus filhos. O Duque de Nemours, que foi chamado imediatamente, chegou tarde demais para se despedir de sua filha, e o Duque de Chartres, o Duque d'Aumale, o Príncipe de Joinville, o Duque e a Duquesa de Alençon, e o Conde e a Condessa d'Eu só chegaram à casa da manhã" (Western Daily Press, 28 de outubro de 1893)".  